# Stella Staudinger
Stella Elfriede Staudinger (* 26. Oktober 1972 in Steyr als Stella Elfriede Koschat) ist eine österreichische ehemalige Basketballspielerin.

## Laufbahn
Die 1,62 Meter große Aufbauspielerin erlernte den Basketballsport in Steyr bei Ernst Schlemmer. Mit den Steyrer Damen stieg sie in die Bundesliga auf und gewann 1993 ihre erste Staatsmeisterschaft. 1995 wechselte sie für eine Saison zum UBC Wels, 1996/97 spielte sie beim UBBC Herzogenburg und von 1997 bis 2003 beim BK Klosterneuburg, mit dem sie sechs Mal Staatsmeisterin wurde.
Staudingers erste Auslandsstation war der deutsche Bundesligist TSV Wasserburg. Sie spielte in der ersten Saisonhälfte 2003/04 bis Dezember 2003 für Wasserburg und wechselte dann ins italienische Ribera. Für den Erstligisten Ares Ribera erzielte sie ab Januar 2004 in 20 Ligaeinsätzen im Schnitt 9,9 Punkte je Begegnung.
In der Saison 2004/05 war sie zeitweilig wieder Spielerin in Herzogenburg. Zu der Saison 2005/06 schloss sie sich dem schwedischen Erstligisten Norrköpping Dolphins an, zog sich im November 2005 jedoch einen Riss der Achillessehne zu. Im Spieljahr 2007/08 war sie Mitglied des italienischen Zweitligisten MGM Forli. Später spielte sie unterklassig in Steyr.
Staudinger bestritt 48 Länderspiele für Österreich. Beruflich wurde sie als Geschäftsführerin eines Fuhrunternehmens tätig. 2013 wurde sie mit dem Sport-Ehrenzeichen in Gold der Stadt Steyr ausgezeichnet.

### Erfolge
- Österreichische Meisterin 1993, 1998, 1999, 2000, 2001, 2002, 2003
- Österreichische Pokalsiegerin 1999, 2000, 2001, 2002, 2003